# كيت هيغينز
كيت هيغينز (Kate Higgins) (إسمها الكامل كاثرين ديفيس هيغينز (Catherine Davis Higgins)) هي مؤدية أصوات أمريكية ولدت في 16 أغسطس 1969 في شارلوتسفيل، فيرجينيا.

## أدوارها في الأنمي

### مسلسلات أنمي تلفزيونية
- ناروتو - ساكورا هارونو، أودون
- ناروتو شيبودن - ساكورا هارونو، أودون
- إيوريكا سفن - تالهو يوكي، لينك
- بليتش - ناناو إيسي، ريتسو أونوهانا، كارين كوروساكي، ليلينيت جينجرباك، ليلي
- ستيتش! - إنجل
- لاست إكسايل - دونيا شيير
- كود جياس لولوش المتمرد - C.C
- كود جياس لولوش المتمرد R2 - C.C
- لاكي ستار - ناناكو كوروي
- وولفرين - يوكيو
- سكرابد برنسس - زيفيريس
- ساموراي تشامبلو - يوري، سياما
- تسوكيهيمي - هيسوي
- فايت/ستاي نايت - سيبر
- غاش بيل الذهبي - ميغومي أومي، كولولو
- كيكايشي - آنسة أوكي
- فرسان التنكاي - واكامي دالتون
- قوة غليتر - كيلسي

### أفلام أنمي
- فيلم ناروتو: صدام النينجا في أرض الثلج - ساكورا هارونو
- فيلم ناروتو: الأطلال الوهمية في أعماق الأرض - ساكورا هارونو
- فيلم ناروتو: ذعر الحيوان في جزيرة هلال القمر - ساكورا هارونو
- ناروتو شيبودن: الفيلم - ساكورا هارونو
- فيلم ناروتو شيبودن: الروابط - ساكورا هارونو
- فيلم ناروتو شيبودن: إرادة النار - ساكورا هارونو
- فيلم ناروتو شيبودن: البرج المفقود - ساكورا هارونو
- بليتش: ميموريز أوف نوبودي - كارين كوروساكي
- بليتش: ذا داياموند داست ريبيليون، هيورينمارو آخر - كارين كوروساكي، ريتسو أونوهانا، ناناو إيسي، يينغ
- بليتش: فايد تو بلاك، أُنادي اسمكِ - ريتسو أونوهانا
- بليتش: فصل الجحيم - كارين كوروساكي

## أدوارها في ألعاب الفيديو
- سلسلة ألعاب بليزبلو
  - بليزبلو كالاميتي تريغر - الإمبراطورة
- تيلز أوف فيسبيريا - تيد، سوديا، كروما
- تيلز أوف غريسز - أسبل لانت (أيام الطفولة)، باسكال
- تيلز أوف إكسيليا - أغريا
- تيلز أوف إكسيليا 2 - أغريا
- ذا وورلد إندز ويث يو - أوزوكي ياشيرو، رايمو بيتو
- ريزدنت إيفل 6 - ديبرا هاربر
- دراكنغارد 3 - تو
- ناروتو: ألتيميت نينجا - ساكورا هارونو
- ناروتو شيبودن: كيزونا درايف - ساكورا هارونو
- ناروتو شيبودن: ألتيميت نينجا ستورم ريفولوشن - ساكورا هارونو
- ناروتو شيبودن: ألتيميت نينجا ستورم 4 - ساكورا هارونو
- سلسلة القنفذ سونيك
  - سونيك كولرز - مايلز "تيلز" براور
  - سونيك جينيريشنز - مايلز «تيلز» براور
  - سونيك لوست ورلد - مايلز «تيلز» براور
- غود إيتر برست - أليسا إيلينيتشينا أمييلا
- فاير إمبلم أويكينينغ - ليزا

## وصلات خارجية
- كيت هيغينز على موقع IMDb (الإنجليزية)
- كيت هيغينز على موقع ألو سيني (الفرنسية)
- كيت هيغينز على موقع ميوزك برينز (الإنجليزية)
- كيت هيغينز على موقع قاعدة بيانات الأفلام السويدية (السويدية)
- كيت هيغينز على موقع ديسكوغز (الإنجليزية)
- كيت هيغينز على موقع قاعدة بيانات الفيلم (الإنجليزية)
- كيت هيغينز على موقع كينوبويسك (الروسية)
- كيت هيغينز على موقع ANN person (الإنجليزية)